# Маурістаун (Огайо)
Маурістаун (англ. Mowrystown) — селище (англ. village) в США, в окрузі Гайленд штату Огайо. Населення — 385 осіб (2020).

## Географія
Маурістаун розташований за координатами 39°2′33″ пн. ш. 83°45′8″ зх. д. / 39.04250° пн. ш. 83.75222° зх. д. (39.042506, -83.752161).  За даними Бюро перепису населення США в 2010 році селище мало площу 1,27 км², з яких 1,25 км² — суходіл та 0,02 км² — водойми.

## Демографія
Згідно з переписом 2010 року, у селищі мешкало 360 осіб у 129 домогосподарствах у складі 92 родин. Густота населення становила 284 особи/км².  Було 152 помешкання (120/км²).
Расовий склад населення:
| - 99,7 % — білих |

До двох чи більше рас належало 0,3 %. Частка іспаномовних становила 0,0 % від усіх жителів.
За віковим діапазоном населення розподілялося таким чином: 28,1 % — особи молодші 18 років, 56,9 % — особи у віці 18—64 років, 15,0 % — особи у віці 65 років та старші. Медіана віку мешканця становила 34,8 року. На 100 осіб жіночої статі у селищі припадало 102,2 чоловіків;  на 100 жінок у віці від 18 років та старших — 102,3 чоловіків також старших 18 років.
Середній дохід на одне домашнє господарство  становив 44 636 доларів США (медіана — 29 875), а середній дохід на одну сім'ю — 54 354 долари (медіана — 42 083). За межею бідності перебувало 24,9 % осіб, у тому числі 45,7 % дітей у віці до 18 років та 6,7 % осіб у віці 65 років та старших.
Цивільне працевлаштоване населення становило 121 осіб. Основні галузі зайнятості: освіта, охорона здоров'я та соціальна допомога — 19,0 %, виробництво — 15,7 %, роздрібна торгівля — 14,0 %, науковці, спеціалісти, менеджери — 14,0 %.